# Los Yébenes
Los Yébenes ist eine Kleinstadt und eine zentralspanische Gemeinde (municipio) mit 5.753 Einwohnern (Stand: 2024) in der Provinz Toledo in der Autonomen Gemeinschaft Kastilien-La Mancha.

## Lage
Los Yébenes liegt etwa 32 Kilometer südsüdöstlich von Toledo in der historischen Provinz La Mancha in einer Höhe von ca. 805 m. Durch die Gemeinde fließtz der Río Algodor. Im Gemeindegebiet befindet sich die Flugplätze Los Yebenes und La Calderina.
Der Norden der Gemeinde ist durch die Siedlung von Los Yébeners dominiert. südlich des Río Algodor finden sich vor allem landwirtschaftlich genutzte Flächen.
Das Klima im Winter ist rau, im Sommer dagegen trocken und warm; der spärliche Regen (ca. 437 mm/Jahr) fällt überwiegend in den Wintermonaten.

## Bevölkerungsentwicklung
| Jahr      | 1970 | 1981 | 1991 | 2001 | 2011 | 2021 |
| Einwohner | 6265 | 5891 | 6654 | 6154 | 6405 | 5796 |

## Sehenswürdigkeiten
- Burgruine von Guadalerzas
- Marienkirche (Iglesia de Santa María)
- drei historische Windmühlen
- Torre Cervatos

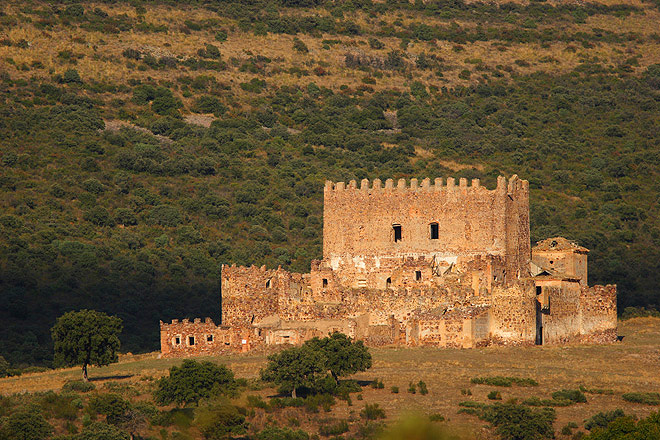
Burgruine von Guardalerzas
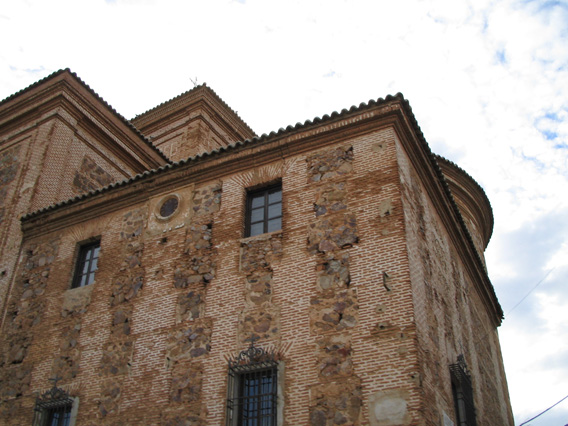
Marienkirche
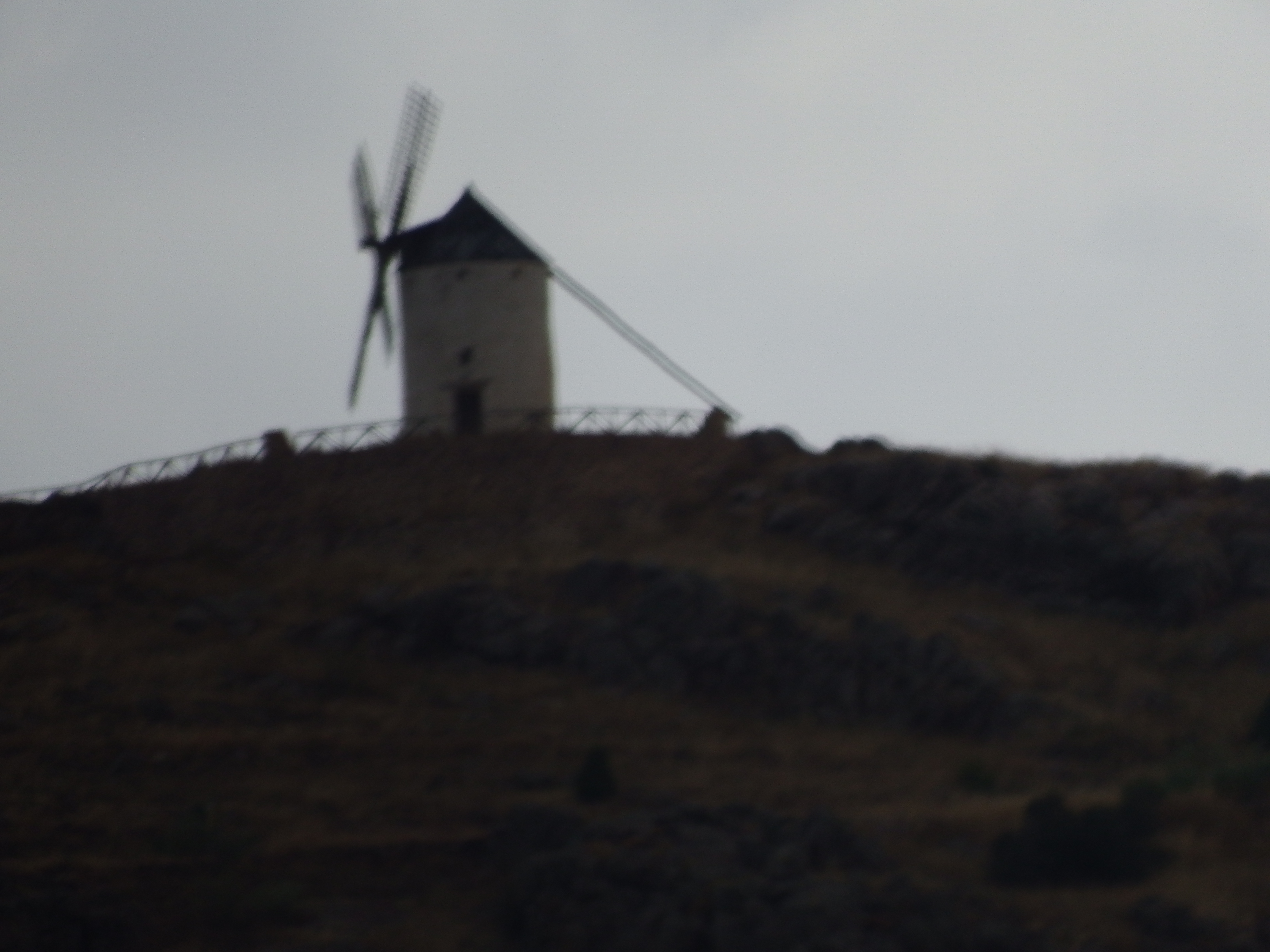
Windmühlen
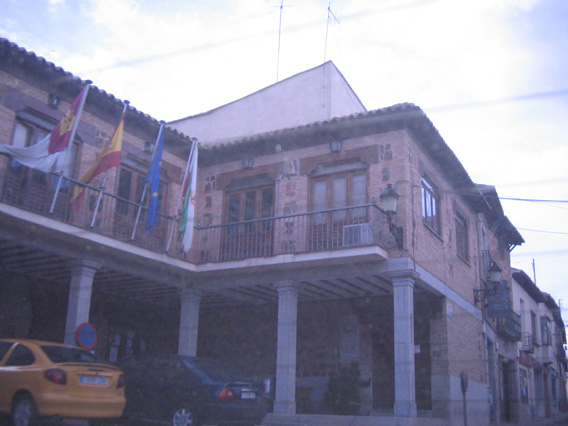
Rathaus